# Quoos (Radibor)

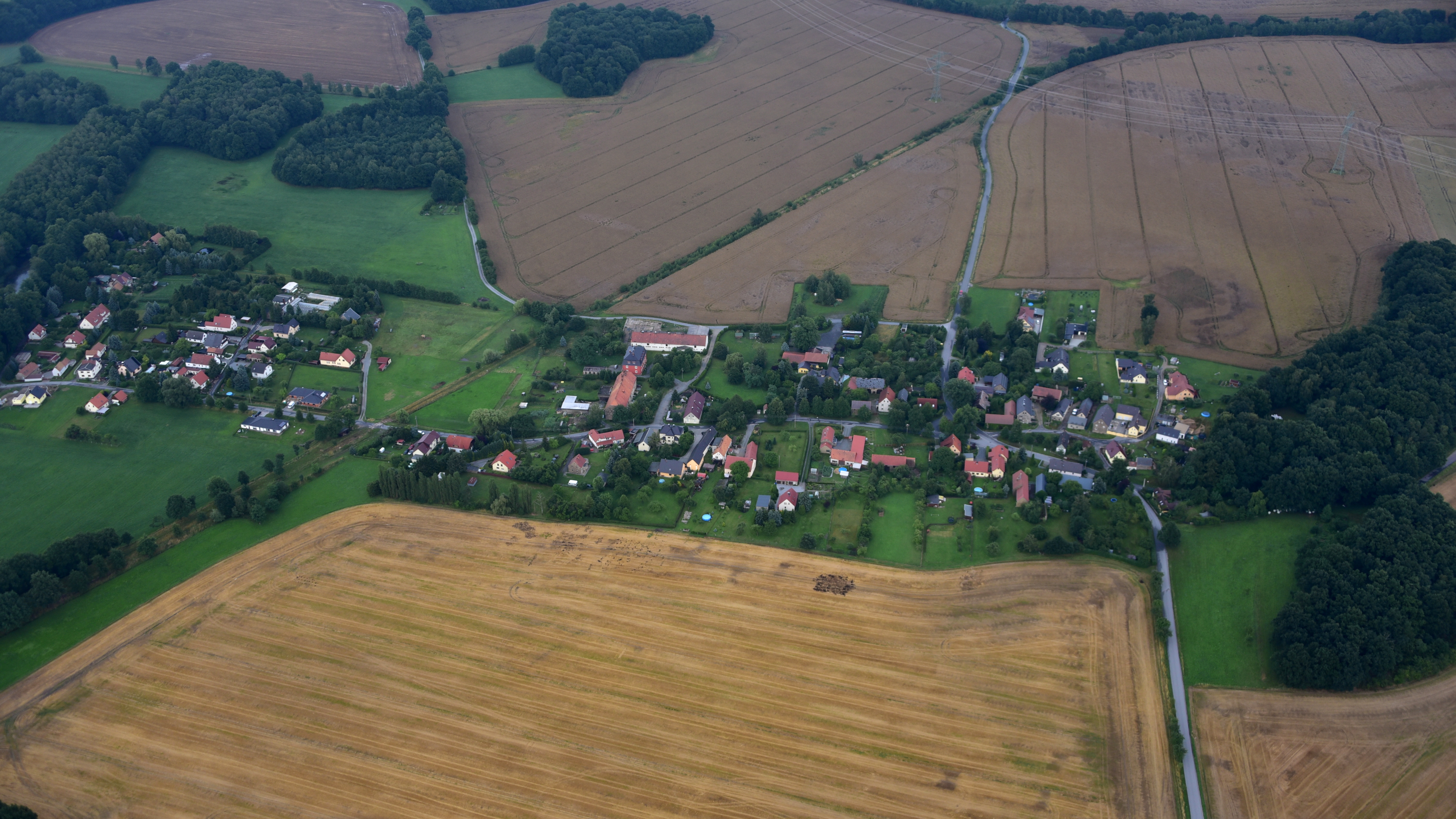
Quoos, Luftaufnahme (2017)

Quoos, obersorbisch Chasowⓘ, ist ein Platzdorf im Nordosten des sächsischen Landkreises Bautzen. Es zählt zum sorbischen Siedlungsgebiet in der Oberlausitz und gehört seit dem 1. Januar 1999 zur Gemeinde Radibor.

## Geografie
Quoos befindet sich etwa neun Kilometer nordwestlich von Bautzen und zwei Kilometer westlich des Ortszentrums von Radibor im lössbedeckten und flachwelligen Landschaftsraum Oberlausitzer Gefilde. In westlicher Richtung von Quoos verläuft die Bundesstraße 96.
Im Süden des Ortes grenzt ein kleiner Waldbestand direkt an den Siedlungsraum an. Das Gelände um das Dorf wird intensiv ackerbaulich bewirtschaftet. Im Norden von Quoos befindet sich eine ausgedehnte, strukturreiche Teichlandschaft. In der Wasserscheide zwischen Lomschanke und Schwarzwasser liegt der Litzenteich, der seit 1974 als Naturschutzgebiet ausgewiesen ist.

## Geschichte

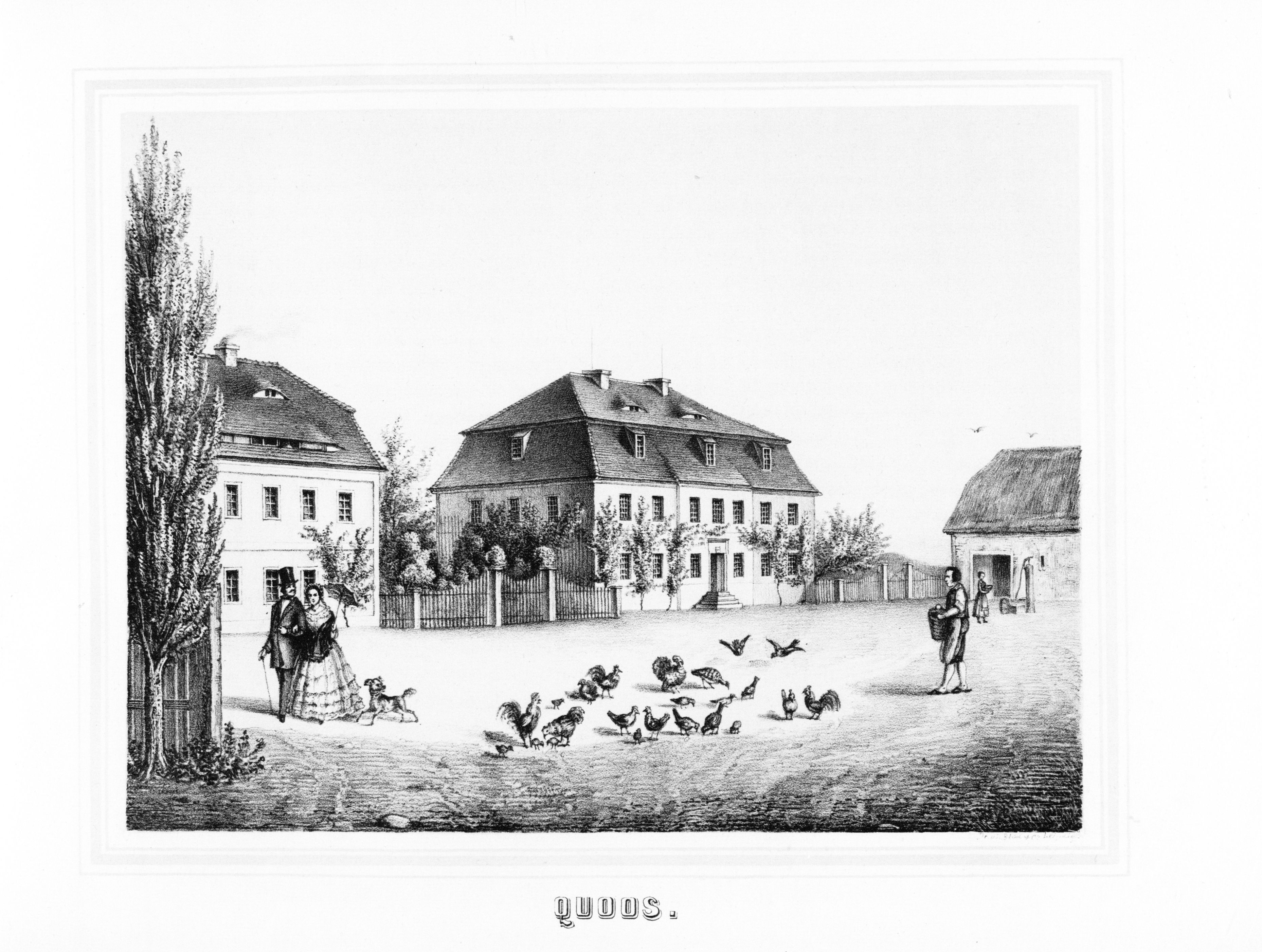
Barockes Herrenhaus mit Mansardwalmdach und dreiachsigem Mittelrisalit, Rittergut in Quoos

Der Ort wurde 1242 als Kazow(e), Casowe, Kas(s)owe erstmals erwähnt.
Im Norden des Dorfes soll sich eine mittelalterliche Befestigungsanlage befunden haben. Diese Wasserburg stellte vermutlich den Stammsitz des Geschlechts von Quaz dar. Bis 1500 gehörte Quoos zur Neschwitzer Herrschaft derer von Schreibersdorf, später besaßen die Herren von Plaunitz aus Radibor die Ansiedlung. Danach im Jahre 1605 gehörte der Ort zu den Besitzungen von Christoph von Minckwitz, der aus dem osterländischen Uradel stammte. In der Folgezeit wechselten die Besitzer bis 1759 der Lehnstatus des Rittergutes in Eigentum überführt wurde. Martin Miethe erwarb 1803 das Anwesen mit Gaststätte und eigenem Braurecht. Er errichtete 1804 ein zweigeschossiges, barockes Herrenhaus mit Nebengebäuden. Der Gebäudekomplex soll sich im Bereich der vermuteten Wasserburg befinden. Das Grab von Martin Miethet liegt an der Neschwitzer Kirche.

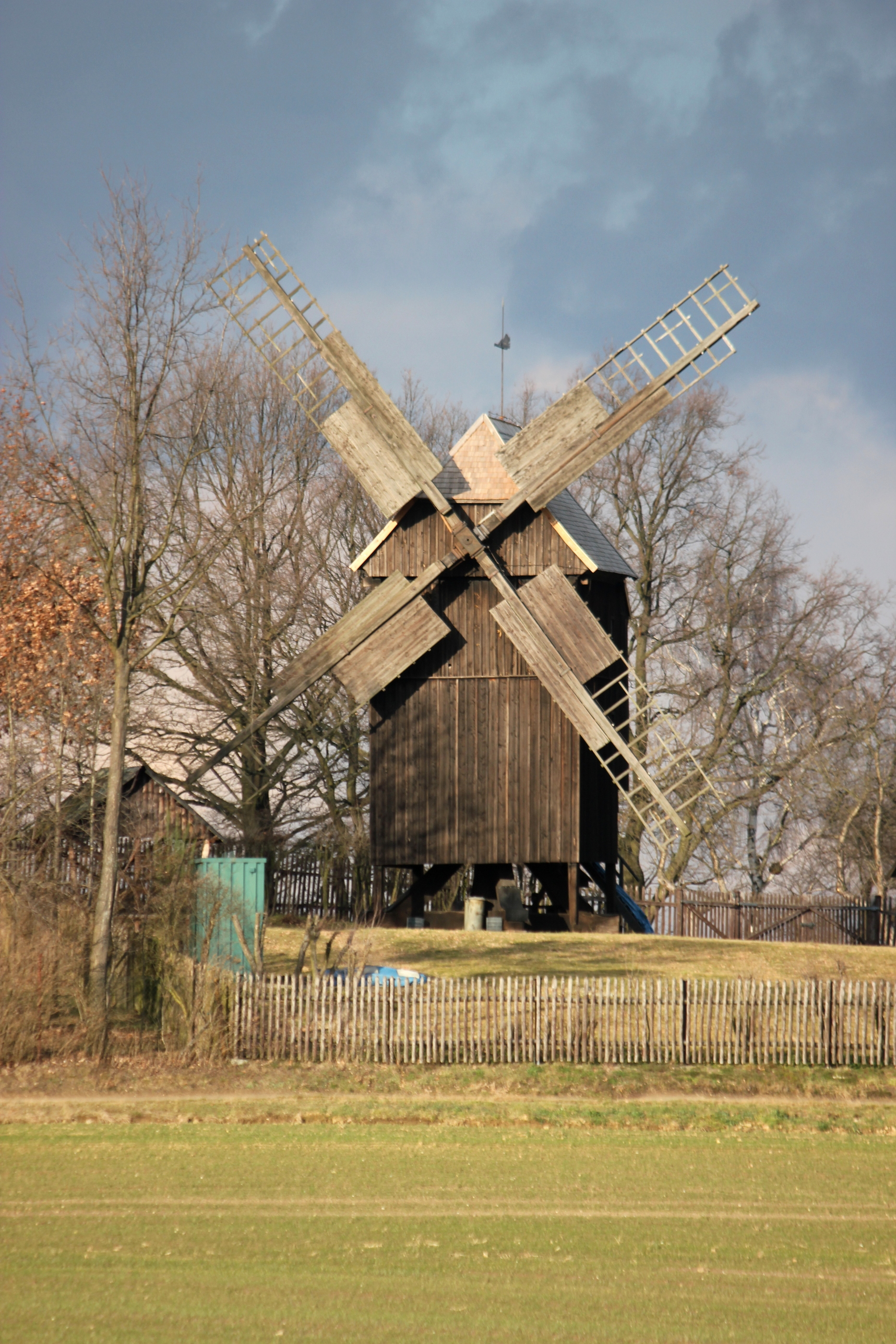
Bockwindmühle zwischen Quoos und Luga

Am 1. April 1936 wurde Quoos nach Luga eingemeindet. Seit dem 1. Januar 1994 gehörte Quoos durch die Eingemeindung von Luga zur Gemeinde Neschwitz. Am 1. Januar 1999 wurde Quoos von Neschwitz nach Radibor umgegliedert.

### Pest

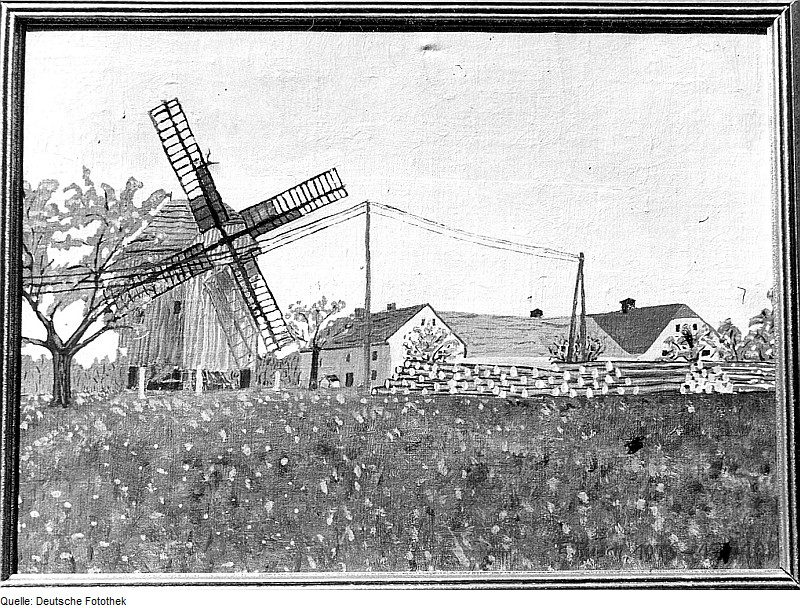
Saritscher Bockwindmühle, Gemälde von Erich Pusch aus Uebigau

Um 1600 wurde der Ort von einer schweren Pestepidemie heimgesucht. Die hochansteckende Infektionskrankheit forderte viele Todesopfer. Die Verstorbenen wurden auf dem 176 Meter hohen Totenberg begraben. Seit 1978 steht eine landschaftsbildprägende Bockwindmühle auf dem Totenberg westlich von Quoos. Die Bockwindmühle zählt zu dem ältesten Windmühlentyp in Europa und wurde ursprünglich 1733 auf dem Windmühlenberg bei Saritsch errichtet. Später wurde die historische Mühle umgesetzt, da sie dem Tontagebau weichen musste. Seit 1995 befindet sie sich im Gemeindeeigentum von Neschwitz.

### Ortsname
Der Ortsname leitet sich wahrscheinlich von einer altsorbischen Grundform Kozov-, die Siedlung eines Kaz ab. Kaz stellt die Kurzform aus einem slawischen Vollnamen dar, der mit dem Erstglied Kaz beginnt. Eine andere Deutung basiert auf der Übersetzung des urslawischen Verbs kaziti, das verderben und vernichten meint.

### Entwicklung der Einwohnerzahl
Die Einwohnerzahlen sind seit der ersten Hälfte des 19. Jahrhunderts konstant geblieben. Lediglich nach dem Ersten Weltkrieg war eine geringfügige Bevölkerungszunahme in Quoos zu verzeichnen.
Laut der Volkszählung von 2011 lebten 168 Einwohner in Quoos. Die Bewohner lebten überwiegend in Familienstrukturen. Das Durchschnittsalter betrug zu diesem Zeitpunkt 41,4 Jahre und lag damit leicht unter dem Bundesdurchschnitt.
| Jahr | Einwohnerzahl         |
| ---- | --------------------- |
| 1777 | 9 Gärtner, 11 Häusler |
| 1834 | 155                   |
| 1871 | 178                   |
| 1890 | 178                   |
| 1910 | 172                   |
| 1925 | 207                   |
| 2010 | 167                   |
| 2011 | 168                   |

Quellen: Bevölkerungsentwicklung 1777– 2010 und 2011

### Sorbische Bevölkerung
Für seine Statistik über die sorbische Bevölkerung in der Oberlausitz ermittelte Arnošt Muka in den 1880er Jahren eine Bevölkerungszahl von 174, darunter 168 Sorben (97 %) und sechs Deutsche. Bis heute wird im Ort Sorbisch gesprochen.

## Kultur
Neben dem Brauch des Fastnachtssingens der Kinder mit Bittumgang in Verkleidung findet in Quoos auch das traditionelle Hexenbrennen (Chodojtypalenje) in der Walpurgisnacht statt. Am 30. April werden dabei große Reisighaufen bei Einbruch der Dunkelheit verbrannt und eine mit Stroh gefüllte Hexe aus Lumpen auf die Spitze gelegt. Der traditionelle sorbische Brauch gehört zur Tradition des Winteraustreibens und dient der Abwehr von Schäden. Am 25. Januar wird die sorbische Vogelhochzeit (Ptači kwas) im Kindergarten von Quoos gefeiert. Darüber hinaus wird auch das Maibaumwerfen als sorbischer Brauch im Ort gepflegt. Hierbei wird am 30. April ein möglichst großer Maibaum aufgestellt und bis Ende Mai vor dem Absägen bewacht. Danach wird der Maibaum geworfen.

## Persönlichkeiten

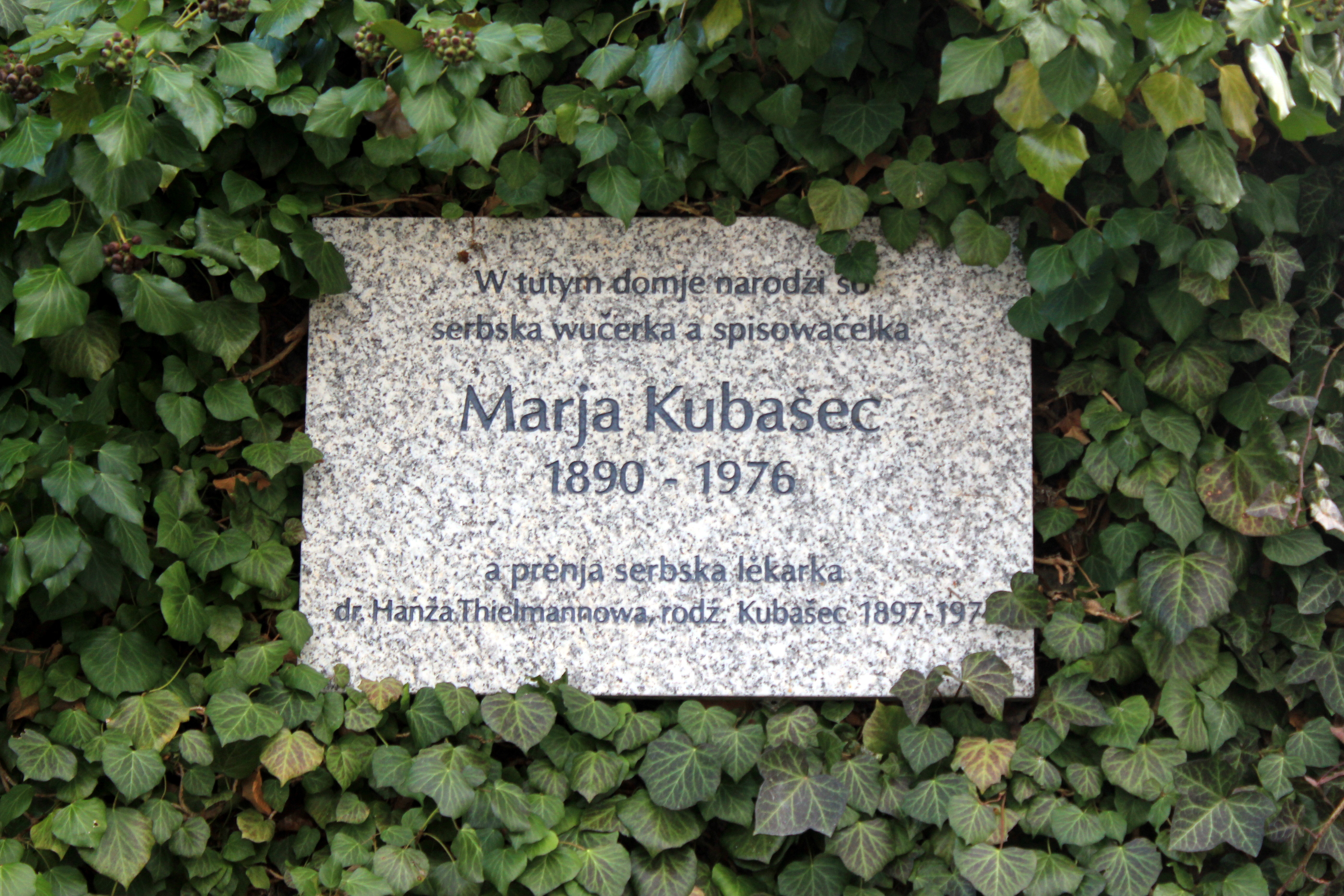
Gedenktafel am Geburtshaus von Marja Kubašec

Die erste ausgebildete sorbische Lehrerin und namhafte Schriftstellerin Marja Kubašec (1890–1976) wurde in Quoos geboren. Sie war Mitbegründerin des historischen Romans bei den Sorben. Nach ihrer Pensionierung lebte sie wieder in ihrem Geburtsort Quoos.
Auch die sorbische Kulturwissenschaftlerin und Historikerin Trudla Malinkowa (* 1955), Trägerin des Ćišinski-Preises, wurde in Quoos geboren.